# Mont Joyce
Le mont Joyce est une montagne située dans la chaîne du Prince-Albert, en Antarctique. Il a été nommé en l'honneur de l'explorateur britannique Ernest Joyce.